# Lista de filmes portugueses de 2019
Lista de filmes portugueses de longa-metragem lançados comercialmente em Portugal em 2019, nas salas de cinemas.
Nota: Na coluna coprodução, passando o cursor sobre a bandeira aparecerá o nome do país correspondente.
| #  | Filme                                                    | Realização                            | Género                                      | Estreia         | Coprodução                      | Class |
| -- | -------------------------------------------------------- | ------------------------------------- | ------------------------------------------- | --------------- | ------------------------------- | ----- |
| 1  | António Um Dois Três                                     | Leonardo Mouramateus                  | Drama                                       | 13 de junho     | Brasil                          | —     |
| 2  | Até que o Porno nos Separe                               | Jorge Pelicano                        | Documentário                                | 1 de maio       | —                               | M/16  |
| 3  | Avenida Almirante Reis em 3 Andamentos                   | Renata Sancho                         | Documentário                                | 3 de outubro    | —                               | M/12  |
| 4  | Bostofrio                                                | Paulo Carneiro                        | Documentário                                | 7 de novembro   | —                               | M/6   |
| 5  | Caminhos Magnétykos                                      | Edgar Pêra                            | Drama                                       | 3 de outubro    | Brasil                          | M/16  |
| 6  | Campo                                                    | Tiago Hespanha                        | Documentário                                | 26 de setembro  | —                               | M/12  |
| 7  | Chuva é Cantoria na Aldeia dos Mortos                    | João Salaviza Renée Nader Messora     | Drama                                       | 14 de março     | Brasil                          | M/12  |
| 8  | Coração Negro                                            | Rosa Coutinho Cabral                  | Drama                                       | 12 de dezembro  | —                               | M/14  |
| 9  | Debaixo do Céu                                           | Nicholas Oulman                       | Documentário                                | 24 de janeiro   | —                               | M/12  |
| 10 | Deriva Litoral: O Impacto da Erosão Costeira em Portugal | Sofia Barata                          | Documentário                                | 2 de maio       | —                               | M/12  |
| 11 | Diamantino                                               | Gabriel Abrantes Daniel Schmidt       | Comédia, ficção científica, drama, fantasia | 4 de abril      | Brasil · França                 | M/14  |
| 12 | Os Dois Irmãos                                           | Francisco Manso                       | Drama                                       | 17 de janeiro   | Cabo Verde                      | M/12  |
| 13 | Frankie                                                  | Ira Sachs                             | Drama                                       | 12 de dezembro  | França                          | M/12  |
| 14 | Gabriel                                                  | Nuno Bernardo                         | Drama                                       | 21 de março     | —                               | M/14  |
| 15 | O Grande Circo Místico                                   | Carlos Diegues                        | Drama                                       | 3 de janeiro    | Brasil · França                 | M/12  |
| 16 | Hálito Azul                                              | Rodrigo Areias                        | Documentário                                | 28 de novembro  | Finlândia · França              | M/12  |
| 17 | A Herdade                                                | Tiago Guedes                          | Drama                                       | 19 de setembro  | França                          | M/12  |
| 18 | O Homem-Pykante - Diálogos com Pimenta                   | Edgar Pêra                            | Documentário, biografia                     | 21 de março     | —                               | M/12  |
| 19 | Hotel Império                                            | Ivo M. Ferreira                       | Drama                                       | 9 de maio       | China                           | M/14  |
| 20 | Il Sogno Mio d'Amore                                     | Nathalie Mansoux Miguel Moraes Cabral | Documentário                                | 28 de novembro  | —                               | M/6   |
| 21 | Imagens Proibidas                                        | Hugo Diogo                            | Comédia, romance                            | 28 de fevereiro | —                               | M/14  |
| 22 | Infância, Adolescência, Juventude                        | Rúben Gonçalves                       | Documentário                                | 28 de novembro  | —                               | M/12  |
| 23 | Ladrões de Tuta e Meia                                   | Hugo Diogo                            | Comédia                                     | 14 de março     | —                               | M/12  |
| 23 | Linhas Tortas                                            | Rita Nunes                            | Drama                                       | 27 de junho     | —                               | M/12  |
| 24 | Lupo                                                     | Pedro Lino                            | Documentário                                | 26 de setembro  | —                               | M/12  |
| 25 | Made in Bangladesh                                       | Rubaiyat Hossain                      | Drama                                       | 5 de dezembro   | Dinamarca · França · Bangladesh | M/12  |
| 26 | Mar                                                      | Margarida Gil                         | Drama                                       | 16 de maio      | —                               | M/12  |
| 27 | Mutant Blast                                             | Fernando Alle                         | Ficção científica, terror, comédia          | 17 de outubro   | Estados Unidos                  | M/16  |
| 28 | Portugal Não Está à Venda                                | André Badalo                          | Comédia                                     | 21 de fevereiro | —                               | M/12  |
| 29 | A Portuguesa                                             | Rita Azevedo Gomes                    | Drama, histórico                            | 28 de fevereiro | —                               | M/12  |
| 30 | Quero-te Tanto!                                          | Vicente Alves do Ó                    | Comédia, romance                            | 18 de abril     | —                               | M/12  |
| 31 | Selvagens                                                | Dennis Berry                          | Drama                                       | 17 de janeiro   | França                          | M/14  |
| 32 | Snu                                                      | Patrícia Sequeira                     | Drama, biografia                            | 07 de março     | —                               | M/12  |
| 33 | Solum                                                    | Diogo Morgado                         | Drama, thriller                             | 1 de maio       | —                               | M/14  |
| 34 | Sousa Martins                                            | Justine Lemahieu                      | Documentário                                | 8 de agosto     | França                          | M/12  |
| 35 | Suzanne Daveau                                           | Luísa Homem                           | Documentário                                | 22 de outubro   | —                               | —     |
| 36 | Technoboss                                               | João Nicolau                          | Romance, musical                            | 7 de novembro   | —                               | M/12  |
| 37 | Tempo Comum                                              | Susana Nobre                          | Drama                                       | 5 de dezembro   | França                          | M/12  |
| 38 | Terra                                                    | Hiroatsu Suzuki Rossana Torres        | Documentário                                | 20 de junho     | —                               | —     |
| 39 | Terra Franca                                             | Leonor Teles                          | Documentário                                | 10 de janeiro   | —                               | M/12  |
| 40 | Tiro e Queda                                             | Ramón de los Santos                   | Comédia                                     | 17 de janeiro   | —                               | M/12  |
| 41 | Tony                                                     | Jorge Pelicano                        | Biografia, musical                          | 25 de julho     | —                               | M/12  |
| 42 | Tristeza e Alegria na Vida das Girafas                   | Tiago Guedes                          | Aventura                                    | 21 de novembro  | —                               | M/14  |
| 43 | Turno do Dia                                             | Pedro Florêncio                       | Documentário                                | 21 de novembro  | —                               | M/14  |
| 44 | Uma Vida Sublime                                         | Luís Diogo                            | Drama                                       | 24 de janeiro   | —                               | M/12  |
| 45 | V adio                                                   | Stefan Lechner                        | Documentário                                | 10 de outubro   | —                               | M/12  |
| 46 | Variações                                                | João Maia                             | Biografia, drama                            | 22 de agosto    | —                               | M/12  |
| 47 | Viriato                                                  | Luís Albuquerque                      | Drama                                       | 10 de outubro   | —                               | M/12  |
| 48 | Vitalina Varela                                          | Pedro Costa                           | Drama                                       | 31 de outubro   | —                               | M/12  |